# Порки Пиг
По́рки Пиг (Поросёнок Порки, англ. Porky Pig) — анимированный мультипликационный персонаж из серии «Looney Tunes». Один из главных персонажей. Заикается. Считается самым первым персонажем мультфильмов Looney Tunes. В конце 1930-х — начале 1940-х был главной звездой сериала. Часто заканчивает мультфильмы Looney Tunes своей коронной фразой — «Вот и всё, ребята!» (англ. That's all, folks!). Появляется почти в 152 мультфильмах Золотой эры анимации.

## История
Персонаж был придуман мультипликатором Бобом Клэмпеттом и появился в мультфильме «I Haven’t Got a Hat» (У меня нет шляпы) режиссёра Фрица Фрилинга. Идея имени Порки Пига пришла Фрицу из детства — у двух его одноклассников были клички Порки и Пигги.
Режиссёр Текс Эйвери приспособил персонажей этого мультфильма для своей картины «Gold Diggers of 49» (Золотоискатели 49-го), превратив их во взрослых. Фрэнк Ташлин в мультфильме «Porky’s Romans» (Роман Порки) вводит Петунию Пиг — подругу Порки. Хотя над сериалом с участием Порки трудились многие режиссёры, с 1938 года им полностью занимался Боб Клампетт, который подарил поросёнку окончательный вид. Первым успехом Клампетта был мультфильм «Порки в Стране чудес», там бесстрашный Порки летит на своём самолёте искать Додо и попадает в сюрреалистическую страну. Далее Порки и Даффи появились в необычном фильме «Тебе надо сниматься в кино», там анимация активно совмещалась с реальными людьми — снимался Леон Шлезингер и другие.

## Последующие появления
- В Приключениях мультяшек Порки играет роль учителя и наставника Хэмтона Джей Пига.
- В мультсериале Дак Доджерс Порки является космическим кадетом и путешествует по Вселенной вместе с Доджерсом.
- Порки появился в фильме Космический джем, являясь членом баскетбольной команды мультяшек вместе с Багзом Банни, Даффи Даком и другими персонажами. Взял автограф у Майкла Джордана.
- Был среди персонажей мультсериала Бэби Луни Тюнз — но только в песнях.
- В Озорных Анимашках и «Histeria!» имел небольшое камео.
- В фильме Луни Тюнз: Снова в деле Порки пытался арестовать Спиди Гонзалеса, принимая его за нелегального эмигранта. В конце фильма он хочет, как всегда сказать свою коронную фразу, однако он не успевает, свет выключается и студия закрывается. Он просто говорит: «Идите домой, ребята.»
- В списке «Топ-50 анимационных персонажей» журнала TV Guide Порки занял 47-е место.
- Порки — один из героев нового мультсериала «Шоу Луни Тюнз», проживает в городе вместе с героями Looney Tunes.
- Коронная фраза Порки «Вот и всё, ребята!» написана на надгробии Мела Бланка, который озвучивал Порки.
- Как было показано, некогда служил во Французском иностранном легионе.